# قضيب البان
أبو عبد الله الحسين بن عيسى بن يحيى بن علي الحسني، المعروف بقضيب البان (471 - 573 هـ/ 1079 - 1177 م)، وهو متصوف من أهل الموصل، كان حنبلي المذهب ولهُ أخبار مع عبد القادر الجيلاني، ولهُ مشهد خارج السور غربي المدينة وعلى مقدار يسير من باب سنجار، ومحله آخر متنزهات الموصل، ولقد توفي عام 573 هـ، وقيل قد تزوج من إحدى بنات الشيخ عبد القادر الجيلاني وغيره، وفي جامعة بغداد يوجد مخطوط (الرقم 541) لأبي ربيعة عيسى الحسني الموصلي باسم «جوهرة البيان في نسب السيد قضيب البان».
ويقول ياسين العمري في كتاب (منية الأدباء)، في باب مراقد وأضرحة الموصل أن قضيب البان: من أولاد الحسن، وكان رضي الله عنه من الأبدال، وهو خارج سور الموصل وعنده مسجد، ويقع في منطقة باب سنجار قرب ملعب الإدارة المحلية، وفيه يقول أمين العمري:
وذكر ابن العربي في الفتوحات المكية ج1 باب 25
في المعارف/ الباب الخامس والعشرون في معرفة وتد مخصوص معمر، وأسرار الأقطاب المختصين، ص٢٨٣
(واجتمع به رجل من شيوخنا وهو علي بن عبد اللّٰه بن جامع من أصحاب علي المتوكل وأبي عبد اللّٰه قضيب البان كان يسكن بالمقلى خارج الموصل في بستان له، وكان الخضر قد ألبسه الخرفة بحضور قضيب البان، وألبسنيها الشيخ بالموضع الذي ألبسه فيه الخضر من بستانه، وبصورة الحال التي جرت له معه في الباسه إياها... الخ).
نستدل من هذا النص
أنَّ  الشيخ قضيب البان يمثل في هذا السياق واسطة عقد السند الباطني، فهو شاهد حضور الخضر وناقل الخرقة، ما يجعله حارسًا تاريخانيًا لسرّ التلقي الصوفي ومؤشّرًا على شرعية السلسلة الروحية في فكر ابن عربي. 